# Pasite (satélite)

Animação de duas imagens da descoberta da lua irregular de Júpiter, Pasithee

Pasite  (do grego Πασιθέη) ou Júpiter XXXVIII é um satélite irregular retrógrado de Júpiter. Foi descoberto em 2001 por um grupo de astrônomos da Universidade do Havaí comandado por Scott S. Sheppard, que deu ao satélite a designação temporária de S/2001 J 6.
A lua Pasite possui cerca de 2 quilômetros de diâmetro, e orbita Júpiter a uma distância média de 23.307 Mm (megâmetros) em 726.933 dias, com uma inclinação de 166º em relação à eclíptica (164º em relação ao plano equatorial de Júpiter), em uma direção retrógrada de excentricidade orbital de 0,3289.
O satélite foi batizado em homenagem a Pasite, umas das Graças, deusas do charme, beleza, natureza, fertilidade e criatividade humana, filhas de Zeus (Júpiter) e Eurínome. Pasite, mais conhecida como Aglaia, é esposa de Hipnos (deus do sono).
O satélite Pasite pertence ao Grupo Carme, composto de luas irregulares retrógradas que orbitam Júpiter a uma distância que varia entre 23 e 24 Gm (gigâmetros) com uma inclinação em torno de 165º.